# Steve Wisniewski
Pour les articles homonymes, voir Wiśniewski.
(en) Statistiques sur pro-football-reference
Steve Wisniewski, surnommé « The Wiz », né le 7 avril 1967 à Rutland, est un joueur américain de football américain.
Cet offensive guard a joué pour les Raiders de Los Angeles / Raiders d'Oakland (1989-2001) en National Football League (NFL).